# Tour de France 2015/18. Etappe
Die 18. Etappe der Tour de France 2015 fand am 23. Juli 2015 statt. Sie führte von Gap über 186,5 Kilometer nach Saint-Jean-de-Maurienne. Es gab insgesamt sieben Bergwertungen, davon drei der dritten Kategorie, drei der zweiten Kategorie sowie mit dem Col du Glandon nach 147 Kilometern eine der Hors Catégorie. Außerdem gab es einen Zwischensprint nach 107,5 Kilometern in Rioupéroux. Die 18. Etappe zählte als Hochgebirgsetappe. Es gingen 162 Fahrer an den Start.

## Rennverlauf
Da die erste Bergwertung früh abgenommen wurde, bildete sich sofort eine Spitzengruppe aus 16 Fahrern, darunter Joaquim Rodríguez, der in der Bergwertung Zweiter hinter Chris Froome war und die Führung dieses Klassements übernehmen wollte. Rodríguez gewann diese erste Bergwertung der zweiten Kategorie auch und sicherte sich damit die ersten fünf Punkte. Die Spitzengruppe wuchs nach der Bergwertung um weitere 13 Fahrer an, sodass die folgenden 29 Fahrer in Front lagen (alphabetisch geordnet nach Mannschaften):
- Ag2r La Mondiale: Romain Bardet, Jan Bakelants, Christophe Riblon,
- Astana: Jakob Fuglsang,
- BMC Racing Team: Damiano Caruso, Rohan Dennis,
- Bora-Argon 18: Jan Bárta,
- Cannondale-Garmin: Andrew Talansky, Ryder Hesjedal, Daniel Martin,
- Europcar: Pierre Rolland, Cyril Gautier, Romain Sicard, Thomas Voeckler,
- FDJ: Thibaut Pinot,
- Giant-Alpecin: Georg Preidler,
- IAM Cycling: Stef Clement,
- Katusha: Joaquim Rodríguez,
- Lampre-Merida: Rubén Plaza,
- Lotto Soudal: Thomas De Gendt,
- Movistar: Jonathan Castroviejo, Winner Anacona,
- MTN-Qhubeka: Serge Pauwels,
- Orica-GreenEdge: Michael Matthews, Simon Yates,
- Tinkoff-Saxo: Roman Kreuziger, Michael Rogers,
- Trek Factory Racing: Julián Arredondo und Bob Jungels.

An der zweiten Bergwertung, die wieder Rodríguez gewann, hatte diese Gruppe rund 4:30 Minuten Vorsprung auf das Hauptfeld. Auch die folgenden drei Bergwertungen entschied Rodríguez für sich und lag damit virtuell im Bergklassement vorn. Nach der Bergwertung am Col de la Morte lag der Vorsprung nur noch bei 3:35 Minuten, nachdem die Ausreißer zwischenzeitlich schon mit über fünf Minuten vorn gelegen hatten. Den folgenden Zwischensprint vor dem Anstieg zum Col du Glandon (Hors Catégorie) gewann Thomas De Gendt. Im Anstieg zur schwierigsten Bergwertung des Tages zerfiel die Fluchtgruppe, es lagen nun noch Fuglsang, Bardet, Pinot, Anacona, Caruso, Rodríguez, Rolland, Gautier, Jungels, Talansky, Yates und Pauwels vorn. Nach einer Tempoverschärfung von Jungels fiel Pinot zurück.

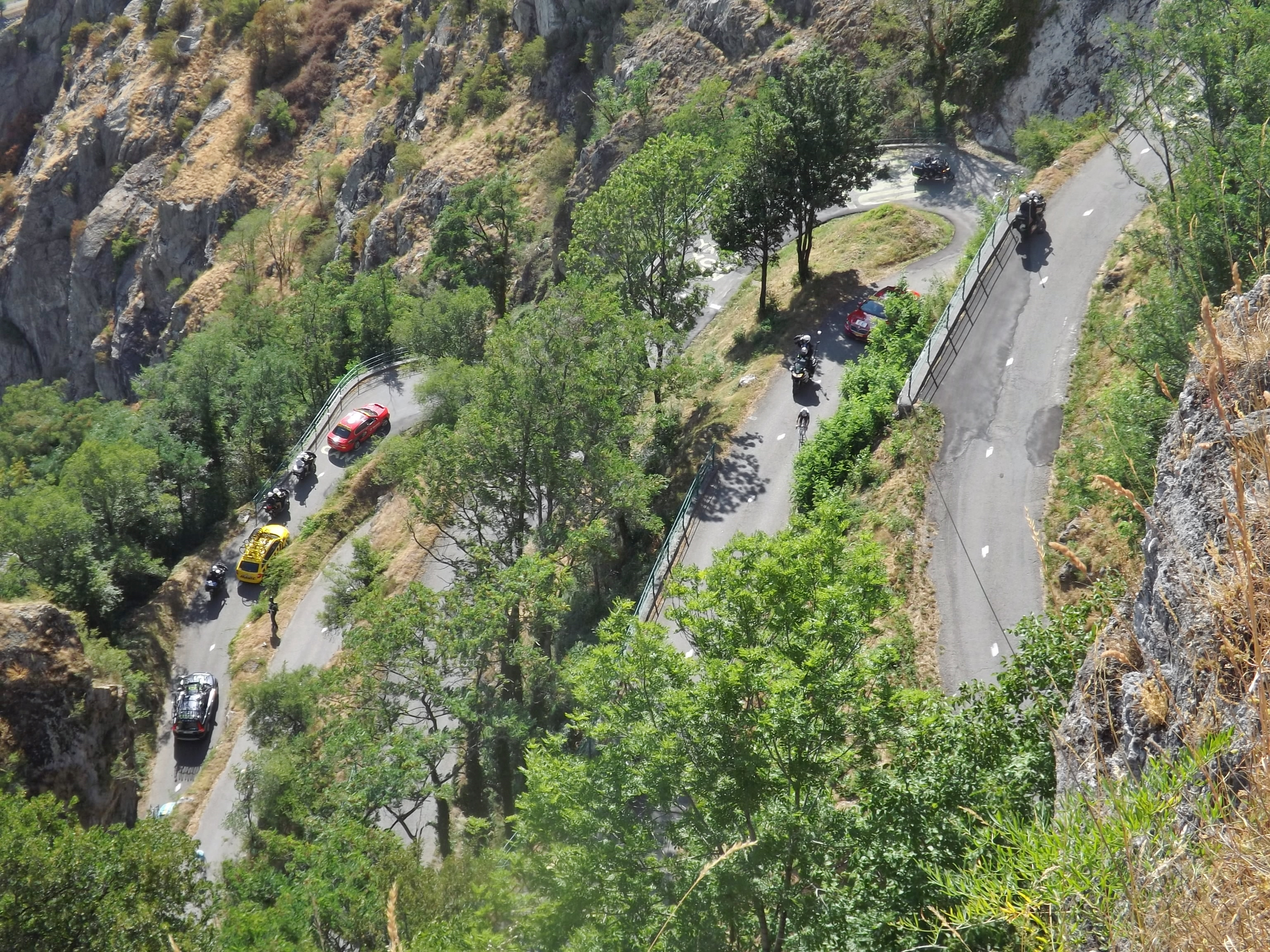
Romain Bardet (Bildmitte) im letzten Anstieg der 18. Etappe, den lacets de Montvernier

Im Hauptfeld, das ebenfalls den Anstieg erreicht hatte, attackierte zunächst Warren Barguil, im folgten dann Mathias Frank, Robert Gesink und Alberto Contador. Diese vier lagen 2:30 Minuten hinter der Spitze, weitere 35 Sekunden dahinter die übrigen Favoriten um Chris Froome. Später attackierten aus dieser Gruppe Vincenzo Nibali und Alejandro Valverde, konnten sich jedoch nicht absetzen.
An der Spitze hatten sich einige Fahrer aus der Spitzengruppe absetzen können, die Bergwertung am Col du Glandon gewann Romain Bardet vor Winner Anacona und Bob Jungels. Bardet gelang es in der Abfahrt, sich weiter von seinen acht Verfolgern abzusetzen. Er lag etwa 30 Sekunden vor ihnen, die Favoriten waren 2:42 Minuten zurück. Die vier Fahrer um Contador waren wieder bei der Gruppe um Froome. Cyril Gautier und Pierre Rolland versuchten, den Abstand zu Bardet zu verringern, dieser konnte aber seinen Vorsprung halten und auch als Erster über die letzte Bergwertung fahren. Schließlich gewann er die Etappe mit 33 Sekunden Vorsprung auf Rolland, dahinter Anacona, Jungels und Fuglsang. Die Favoritengruppe kam mit 3:02 Minuten Rückstand ins Ziel.
In der Bergwertung war Bardet durch die beiden letzten Bergwertungen noch auf die gleiche Punktzahl wie Rodríguez gekommen. Bei Punktgleichheit entscheiden die Siege in den einzelnen Bergwertungen nach ihrer Wertigkeit. Rodríguez und Bardet haben jeweils eine Bergwertung der Hors Catégorie sowie keine der ersten Kategorie gewonnen. Daher waren die Siege bei Bergwertungen der zweiten Kategorie entscheidend, von denen Rodríguez zwei, Bardet jedoch nur eine gewonnen hatte, weshalb Rodríguez das Gepunktete Trikot erhielt.

## Punktewertungen
| Zwischensprint in Rioupéroux nach 107,5 km auf 570 m |                    |                        |         |
| 1.                                                   | Belgien            | Thomas De Gendt (LTS)  | 20 Pkt. |
| 2.                                                   | Tschechien         | Jan Bárta (BOA)        | 17 Pkt. |
| 3.                                                   | Belgien            | Jan Bakelants (ALM)    | 15 Pkt. |
| 4.                                                   | Italien            | Damiano Caruso (BMC)   | 13 Pkt. |
| 5.                                                   | Irland             | Daniel Martin (TCG)    | 11 Pkt. |
| 6.                                                   | Niederlande        | Stef Clement (IAM)     | 10 Pkt. |
| 7.                                                   | Tschechien         | Roman Kreuziger (TCS)  | 9 Pkt.  |
| 8.                                                   | Osterreich         | Georg Preidler (TGA)   | 8 Pkt.  |
| 9.                                                   | Australien         | Michael Matthews (OGE) | 7 Pkt.  |
| 10.                                                  | Australien         | Rohan Dennis (BMC)     | 6 Pkt.  |
| 11.                                                  | Kanada             | Ryder Hesjedal (TCG)   | 5 Pkt.  |
| 12.                                                  | Vereinigte Staaten | Andrew Talansky (TCG)  | 4 Pkt.  |
| 13.                                                  | Luxemburg          | Bob Jungels (TFR)      | 3 Pkt.  |
| 14.                                                  | Danemark           | Jakob Fuglsang (AST)   | 2 Pkt.  |
| 15.                                                  | Frankreich         | Thibaut Pinot (FDJ)    | 1 Pkt.  |

| Etappenziel in Saint-Jean-de-Maurienne nach 186,5 km auf 552 m |                        |                          |         |
| 1.                                                             | Frankreich             | Romain Bardet (ALM)      | 20 Pkt. |
| 2.                                                             | Frankreich             | Pierre Rolland (EUC)     | 17 Pkt. |
| 3.                                                             | Kolumbien              | Winner Anacona (MOV)     | 15 Pkt. |
| 4.                                                             | Luxemburg              | Bob Jungels (TFR)        | 13 Pkt. |
| 5.                                                             | Danemark               | Jakob Fuglsang (AST)     | 11 Pkt. |
| 6.                                                             | Belgien                | Serge Pauwels (MTN)      | 10 Pkt. |
| 7.                                                             | Frankreich             | Cyril Gautier (EUC)      | 9 Pkt.  |
| 8.                                                             | Italien                | Damiano Caruso (BMC)     | 8 Pkt.  |
| 9.                                                             | Vereinigte Staaten     | Andrew Talansky (TCG)    | 7 Pkt.  |
| 10.                                                            | Frankreich             | Warren Barguil (TGA)     | 6 Pkt.  |
| 11.                                                            | Niederlande            | Robert Gesink (TLJ)      | 5 Pkt.  |
| 12.                                                            | Vereinigtes Konigreich | Chris Froome (SKY)       | 4 Pkt.  |
| 13.                                                            | Spanien                | Alejandro Valverde (MOV) | 3 Pkt.  |
| 14.                                                            | Vereinigtes Konigreich | Geraint Thomas (SKY)     | 2 Pkt.  |
| 15.                                                            | Spanien                | Alberto Contador (TCS)   | 1 Pkt.  |

## Bergwertungen
| Col Bayard Kategorie 2 nach 6,5 km auf 1264 m 6,3 km bei 7,0 % |            |                         |        |
| 1.                                                             | Spanien    | Joaquim Rodríguez (KAT) | 5 Pkt. |
| 2.                                                             | Danemark   | Jakob Fuglsang (AST)    | 3 Pkt. |
| 3.                                                             | Frankreich | Thibaut Pinot (FDJ)     | 2 Pkt. |
| 4.                                                             | Australien | Rohan Dennis (BMC)      | 1 Pkt. |

| Rampe du Motty Kategorie 3 nach 35,5 km auf 982 m 2,3 km bei 8,3 % |         |                         |        |
| 1.                                                                 | Spanien | Joaquim Rodríguez (KAT) | 2 Pkt. |
| 2.                                                                 | Belgien | Serge Pauwels (MTN)     | 1 Pkt. |

| Côte de la Mure Kategorie 3 nach 60,5 km auf 803 m 2,7 km bei 7,5 % |         |                         |        |
| 1.                                                                  | Spanien | Joaquim Rodríguez (KAT) | 2 Pkt. |
| 2.                                                                  | Belgien | Serge Pauwels (MTN)     | 1 Pkt. |

| Col de Malissol Kategorie 3 nach 70,5 km auf 1153 m 2,0 km bei 8,7 % |         |                         |        |
| 1.                                                                   | Spanien | Joaquim Rodríguez (KAT) | 2 Pkt. |
| 2.                                                                   | Belgien | Serge Pauwels (MTN)     | 1 Pkt. |

| Col de la Morte Kategorie 2 nach 85 km auf 1368 m 3,1 km bei 8,4 % |            |                         |        |
| 1.                                                                 | Spanien    | Joaquim Rodríguez (KAT) | 5 Pkt. |
| 2.                                                                 | Danemark   | Jakob Fuglsang (AST)    | 3 Pkt. |
| 3.                                                                 | Osterreich | Georg Preidler (TGA)    | 2 Pkt. |
| 4.                                                                 | Frankreich | Christophe Riblon (ALM) | 1 Pkt. |

| Col du Glandon Kategorie HC nach 147 km auf 1924 m 21,7 km bei 5,1 % |                    |                       |         |
| 1.                                                                   | Frankreich         | Romain Bardet (ALM)   | 25 Pkt. |
| 2.                                                                   | Kolumbien          | Winner Anacona (MOV)  | 20 Pkt. |
| 3.                                                                   | Luxemburg          | Bob Jungels (TFR)     | 16 Pkt. |
| 4.                                                                   | Danemark           | Jakob Fuglsang (AST)  | 14 Pkt. |
| 5.                                                                   | Belgien            | Serge Pauwels (MTN)   | 12 Pkt. |
| 6.                                                                   | Vereinigte Staaten | Andrew Talansky (TCG) | 10 Pkt. |
| 7.                                                                   | Italien            | Damiano Caruso (BMC)  | 8 Pkt.  |
| 8.                                                                   | Frankreich         | Pierre Rolland (EUC)  | 6 Pkt.  |
| 9.                                                                   | Frankreich         | Cyril Gautier (EUC)   | 4 Pkt.  |
| 10.                                                                  | Kanada             | Ryder Hesjedal (TCG)  | 2 Pkt.  |

| Lacets de Montvernier Kategorie 2 nach 176,5 km auf 782 m 3,4 km bei 8,2 % |            |                      |        |
| 1.                                                                         | Frankreich | Romain Bardet (ALM)  | 5 Pkt. |
| 2.                                                                         | Danemark   | Jakob Fuglsang (AST) | 3 Pkt. |
| 3.                                                                         | Frankreich | Pierre Rolland (EUC) | 2 Pkt. |
| 4.                                                                         | Kolumbien  | Winner Anacona (MOV) | 1 Pkt. |

## Aufgaben
- Louis Meintjes (MTN): nicht zur Etappe angetreten (Krankheit)
- Mark Renshaw (EQS): Aufgabe während der Etappe (Migräne[2])

## Anmerkung und Einzelnachweise
1. ↑  Bei Punktgleichheit entscheiden die Siege in den einzelnen Bergwertungen nach ihrer Wertigkeit. Rodríguez und Bardet haben jeweils eine Bergwertung der Hors Catégorie sowie keine der ersten Kategorie gewonnen. Daher waren die Siege bei Bergwertungen der zweiten Kategorie entscheidend, von denen Rodríguez zwei, Bardet jedoch nur eine gewonnen hatte, weshalb Rodríguez das Gepunktete Trikot erhielt.
2. ↑  Renshaw abandons after migraine trouble. In: sbs.com.au. SBS, 24. Juli 2015, abgerufen am 31. Juli 2015 (englisch).